# The Guilty (Miniserie)
The Guilty ist eine britische Krimidrama-Miniserie aus dem Jahr 2013. Der Dreiteiler wurde ursprünglich auf ITV ausgestrahlt. Die Protagonistin wird von Tamsin Greig gespielt, in weiteren Hauptrollen sind Darren Boyd und Katherine Kelly zu sehen.

## Handlung
Ein kleiner Junge verschwindet spurlos. Der Hauptverdächtige begeht Suizid. Fünf Jahre später wird die Leiche des Jungen unweit seines Elternhauses gefunden. Die Kriminalpolizistin Maggie Brand wird mit den Ermittlungen betraut und muss die Verhältnisse innerhalb der trauernden Reid-Familie und derer Nachbarschaft klären. Daneben kämpft sie gegen Vermutungen an, dass ihr eigener Sohn autistisch sei. Nachdem ein Mann den Mord gesteht und im Gefängnis ermordet wird, scheint der Fall abgeschlossen. Doch Maggie Brand ermittelt weiter und deckt schlussendlich auf, dass der Tod des Jungen ein Unfall gewesen ist.

## Produktion und Ausstrahlung
The Guilty ist eine Produktion von Hartswood Films, namentlich Elaine Camerons. Geschrieben wurde das Krimidrama von Debbie O’Malley, gedreht wurde unter der Regie von Edward Bazalgette in der Grafschaft Surrey.
Die Erstausstrahlung erfolgte in drei Teilen zwischen dem 5. und dem 19. September 2013 auf ITV. Eine deutsch synchronisierte Version strahlte der Fernsehsender VOX am 5. April 2014 aus.
Im Oktober 2014 erschien die deutsche Version auf DVD. Sie trägt den Zusatztitel … wenn ein Kind spurlos verschwindet … und hat eine Laufzeit von 137 Minuten.

## Kritiken
Verschiedene Kritiker sahen in der Handlung von The Guilty Parallelen zur zuvor gelaufenen und sehr erfolgreichen Serie Broadchurch und anderen zeitgenössischen britischen Serien. Benjamin Secher vom Telegraph befand nach der ersten Folge, der Krimi sei eine Abfolge von Whodunit-Klischees.
In der New York Times schrieb Mike Hale, das zugrundeliegende Rätsel sei dünn und inkonsequent und führe zu einer unbefriedigenden Auflösung. Dagegen bezeichnete Antje Wessels auf Quotenmeter.de The Guilty als ein „emotional forderndes, anspruchsvolles Thriller-Event auf höchstem Niveau“. Positiv hervorgehoben wurde vielfach die Performance von Tamsin Greig.